# Wreckage
Wreckage är svenska death metal-bandet Entombeds fjärde EP, som gavs ut 6 oktober 1997. Albumet har även givits ut i en japansk version. Detta är den första skivan med Jörgen Sandström på bas.

## Låtförteckning
1. "Wreckage" - 04:02
2. "Wreckage (Indy Cart)" - 05:08 (Larceny remix)
3. "Tear It Loose" - 03:18
4. "Lost" - 03:11
5. "The Ballad of Hollis Brown" - 04:06
6. "Satan" - 01:10

Japanska versionen:
1. "Wreckage"
2. "Lights Out" - (live)
3. "Just as Sad" - (live)
4. "They" - (live)
5. "Wreckage" - (Indy cart remix)
6. "Kick out the Jams" - (MC5 cover)
7. "Tear it loose" - (Twisted Sisters cover)
8. "21st Century Schizoid Man" - (King Crimson cover)
9. "Bursting out" - (Venom cover)
10. "Under the Sun" - (Black Sabbath cover)

## Banduppsättning
- Lars Göran Petrov - sång
- Alex Hellid - gitarr
- Uffe Cederlund - gitarr
- Jörgen Sandström - bas
- Nicke Andersson - trummor